# Manoir de Kerandraon
Le manoir de Kerandraon est un ancien édifice situé à Gourin en France.

## Localisation
Le manoir était situé sur le territoire de la commune de Gourin, au lieu-dit Kerandraon, dans le département du Morbihan en région Bretagne.

## Description
Le manoir date du XVIe siècle. Édifice à un étage carré construit en schiste et granite, toiture à longs pans ; pignon couvert. Escalier hors-œuvre.

## Historique
Le manoir est inscrit à l'inventaire général du patrimoine culturel.